# RD-843
O RD-843 (russo: РД-843) é um foguete de combustível líquido ucraniano queimando UDMH e N2O4) num ciclo de tanque pressurizado. Ele é projetado para cinco acionamentos e pode ser movimentado em até 10° em cada direção. O programa de testes do RD-843 incluiu 174 testes, com 170 ignições num total de 8.201 segundos que representam doze vidas de serviço em quatro motores. Em maio de 2015, o RD-843 já havia sido testado com sucesso em quatro lançamentos orbitais.